# Olenecamptus bilobus
Olenecamptus bilobus is een keversoort uit de familie van de boktorren (Cerambycidae). De wetenschappelijke naam van de soort werd voor het eerst geldig gepubliceerd in 1801 door Fabricius.